# MTV Video Music Awards – Viewer’s Choice Awards Europe
Poniższa lista przedstawia kolejnych zwycięzców nagrody MTV Video Music Awards w kategorii  Viewer’s Choice Awards prznawaną przez widzów MTV Europe. Nagroda przyznawana była w latach 1989 - 1997.

## Nominowani i zwycięzcy

### 1989
- Roxette – "The Look"
  -  Front 242 – "Headhunter"
  -  The Jeremy Days – "Brand New Toy"
  -  Niagara – "Soleil d'Hiver"
  -  Rainbirds – "Sea of Time"
  -  Vaya Con Dios – "Don't Cry for Louie"

### 1990
- The Creeps – "Ooh I Like It"
  -  Laid Back – "Bakerman"
  -  Gary Moore – "Still Got the Blues (for You)"
  -  Sinéad O’Connor – "Nothing Compares 2 U"

### 1991
- Roxette – "Joyride"
  -  EMF – "Unbelievable"
  -  Pet Shop Boys – "Being Boring"
  -  Seal – "Crazy"

### 1992
- The Cure – "Friday I’m in Love"
  -  Genesis – "I Can't Dance"
  -   The KLF (featuring Tammy Wynette) – "Justified & Ancient"
  -  Annie Lennox – "Why"
  -  Shakespears Sister – "Stay"

### 1993
- George Michael – "Killer/Papa Was a Rollin' Stone"
  -  The Beloved – "Sweet Harmony"
  -  Björk – "Human Behaviour"
  -  Peter Gabriel – "Digging in the Dirt"
  -  Shakespears Sister – "Hello"

### 1994
- Take That – "Babe"
  -  The Cranberries – "Linger"
  -  D:Ream – "Things Can Only Get Better"
  -   Enigma – "Return to Innocence"
  -  U2 – "Stay (Faraway, So Close!)"
  -  Whale – "Hobo Humpin' Slobo Babe"

### 1995
- U2 – "Hold Me, Thrill Me, Kiss Me, Kill Me"
  -  Björk – "Army of Me"
  -  Clawfinger – "Pin Me Down"
  -  The Cranberries – "Zombie"
  -  Oasis – "Whatever"

### 1996
- George Michael – "Fastlove"
  -  Björk – "It's Oh So Quiet"
  -  Die Fantastischen Vier – "Sie Ist Weg"
  -  Jovanotti – "L'Ombelico del Mondo"
  -  Pulp – "Disco 2000"

### 1997
- The Prodigy – "Breathe"
  -  Daft Punk – "Around the World"
  -  Jamiroquai – "Virtual Insanity"
  -  Radiohead – "Paranoid Android"
  -  Skunk Anansie – "Hedonism (Just Because You Feel Good)"

## Best UK Video

### 2008
- The Ting Tings – "Shut Up and Let Me Go" [4]
  -  Coldplay – "Violet Hill"
  -  Duffy – "Warwick Avenue"
  -   Estelle (featuring Kanye West) – "American Boy"
  -  Leona Lewis – "Bleeding Love"